# Liste der Naturschutzgebiete im Rheinisch-Bergischen Kreis
Die Liste der Naturschutzgebiete im Rheinisch-Bergischen Kreis enthält die Naturschutzgebiete des Landkreises Rheinisch-Bergischer Kreis in Nordrhein-Westfalen.

## Liste
| Schlüsselnr. | Gemeinde                | Gebietsname                                                                | Fläche in ha | Bild                                  |
| ------------ | ----------------------- | -------------------------------------------------------------------------- | ------------ | ------------------------------------- |
| GL-002       | Bergisch Gladbach       | Naturschutzgebiet Die Schlade                                              | 0027,5800    | weitere Bilder                        |
| GL-019       | Bergisch Gladbach       | Naturschutzgebiet Feuchtwiese bei Keller                                   | 0001,0100    | weitere Bilder                        |
| GL-024       | Bergisch Gladbach       | Naturschutzgebiet Kradepohlsmühle                                          | 0005,9500    | Naturschutzgebiet Kradepohlsmühle     |
| GL-025       | Bergisch Gladbach       | Naturschutzgebiet Thielenbruch                                             | 0011,0900    | NSG Thielenbruch                      |
| GL-032       | Bergisch Gladbach       | Naturschutzgebiet Nittum-Hoppersheider Bruch                               | 0012,1600    | NSG Nittum-Hoppersheider Bruch        |
| GL-033       | Bergisch Gladbach       | Naturschutzgebiet Fronnenbroich/Buschhorner Bruch                          | 0012,8300    | weitere Bilder                        |
| GL-035       | Bergisch Gladbach       | Naturschutzgebiet Grube Cox                                                | 0021,2900    | weitere Bilder                        |
| GL-038       | Bergisch Gladbach       | Naturschutzgebiet Königsforst                                              | 1572,8100    | Wanderweg durch den Königsforst       |
| GL-040       | Bergisch Gladbach       | Naturschutzgebiet Am Dickholz                                              | 0000,6240    |                                       |
| GL-048       | Bergisch Gladbach       | Naturschutzgebiet Tongrube Oberauel                                        | 0023,6600    | Tongrube Oberauel                     |
| GL-057       | Bergisch Gladbach       | Naturschutzgebiet Gierather Wald                                           | 0188,6600    | Birkenbusch am Golfplatz              |
| GL-059       | Bergisch Gladbach       | Naturschutzgebiet Grube Weiß                                               | 0012,6900    | NSG Grube Weiß                        |
| GL-060       | Bergisch Gladbach       | Naturschutzgebiet Dhünnaue (Südkreis)                                      | 0009,5300    | weitere Bilder                        |
| GL-061       | Bergisch Gladbach       | Naturschutzgebiet Bechsiefen und Hundberger Siefen (Südkreis)              | 0002,0400    | NSG Bechsiefen und Hundberger Siefen  |
| GL-062       | Bergisch Gladbach       | Naturschutzgebiet Diepeschrather Wald                                      | 0023,6100    | Naturschutzgebiet Diepeschrather Wald |
| GL-063       | Bergisch Gladbach       | Naturschutzgebiet Strundetal                                               | 0047,4800    | weitere Bilder                        |
| GL-064       | Bergisch Gladbach       | Naturschutzgebiet Hombachtal                                               | 0022,3400    | NSG Hombachtal                        |
| GL-065       | Bergisch Gladbach       | Naturschutzgebiet Mutzbach                                                 | 0004,9400    | Brücke über den Mutzbach              |
| GL-066       | Bergisch Gladbach       | Naturschutzgebiet Hardt                                                    | 0163,7600    | Erdenburg                             |
| GL-067       | Bergisch Gladbach       | Naturschutzgebiet Volbachtal                                               | 0090,5500    | NSG Volbachtal                        |
| GL-068       | Bergisch Gladbach       | Naturschutzgebiet Krebsbachtal                                             | 0041,5000    | NSG Krebsbachtal                      |
| GL-005       | Burscheid               | Naturschutzgebiet Eifgenbach und Seitentäler                               | 0110,7400    | weitere Bilder                        |
| GL-052       | Burscheid               | Naturschutzgebiet Höhscheider Bachtal                                      | 0019,6000    | weitere Bilder                        |
| GL-054       | Burscheid               | Naturschutzgebiet Herkensiefen                                             | 0008,4400    | weitere Bilder                        |
| GL-056       | Burscheid               | Naturschutzgebiet Wiembachtal und Seitensiefen                             | 0018,7300    | weitere Bilder                        |
| GL-010       | Kürten                  | Naturschutzgebiet Durbachtal                                               | 0005,1000    | weitere Bilder                        |
| GL-011       | Kürten                  | Naturschutzgebiet Altenbachtal                                             | 0019,1100    | weitere Bilder                        |
| GL-012       | Kürten                  | Naturschutzgebiet Sürthtal                                                 | 0003,9300    | weitere Bilder                        |
| GL-013       | Kürten                  | Naturschutzgebiet Kalsbachtal                                              | 0010,8700    | weitere Bilder                        |
| GL-014       | Kürten                  | Naturschutzgebiet Breibachtal                                              | 0007,7300    | weitere Bilder                        |
| GL-015       | Kürten                  | Naturschutzgebiet Ehemaliger Kalksteinbruch bei Eichhof                    | 0000,4100    | Kalksteinbruch                        |
| GL-016       | Kürten                  | Naturschutzgebiet Olpebachtal                                              | 0005,2000    | weitere Bilder                        |
| GL-017       | Kürten                  | Naturschutzgebiet Kalkbuchenwald zwischen Hove und Weyermühle              | 0002,9300    | NSG Kalkbuchenwald                    |
| GL-018       | Kürten                  | Naturschutzgebiet Steeger Berg                                             | 0014,5600    | weitere Bilder                        |
| GL-020       | Kürten                  | Naturschutzgebiet Alemigsiefental                                          | 0010,1400    | weitere Bilder                        |
| GL-021       | Kürten                  | Naturschutzgebiet Ölsiefental                                              | 0005,0100    | Ölsiefental                           |
| GL-022       | Kürten                  | Naturschutzgebiet Kollen- und Westerbachtal                                | 0025,2400    | weitere Bilder                        |
| GL-077       | Kürten                  | Naturschutzgebiet Große Dhünntalsperre (Süd)                               | 0242,7300    | weitere Bilder                        |
| GL-078       | Kürten                  | Naturschutzgebiet Scherfbachtal (Kürten)                                   | 0027,2400    | NSG Scherfbachtal                     |
| GL-079       | Kürten                  | Naturschutzgebiet Dürschbachtal                                            | 0016,4300    | weitere Bilder                        |
| GL-004       | Leichlingen (Rheinland) | Naturschutzgebiet Balkener Feld                                            | 0005,6853    | weitere Bilder                        |
| GL-009       | Leichlingen             | Naturschutzgebiet Wald bei Müllerhof                                       | 0006,8188    | weitere Bilder                        |
| GL-039       | Leichlingen             | Naturschutzgebiet Riedbachaue                                              | 0023,4050    | weitere Bilder                        |
| GL-046       | Leichlingen             | Naturschutzgebiet Wupper und Wupperhänge mit Seitensiefen                  | 0205,8799    | weitere Bilder                        |
| GL-047       | Leichlingen             | Naturschutzgebiet Siefental nördlich Oberschmitte                          | 0008,6565    | weitere Bilder                        |
| GL-049       | Leichlingen             | Naturschutzgebiet Roderbachtal mit Seitensiefen                            | 0010,2635    | weitere Bilder                        |
| GL-050       | Leichlingen             | Naturschutzgebiet Grünscheider Bach                                        | 0004,2511    | weitere Bilder                        |
| GL-051       | Leichlingen             | Naturschutzgebiet Weltersbachtal                                           | 0036,0870    | weitere Bilder                        |
| GL-052       | Leichlingen             | Naturschutzgebiet Höhscheider Bachtal                                      | 0019,6530    | weitere Bilder                        |
| GL-053       | Leichlingen             | Naturschutzgebiet Grünland- und Waldflächen bei Rothenberg                 | 0011,1521    | weitere Bilder                        |
| GL-055       | Leichlingen             | Naturschutzgebiet Hülser Bruch                                             | 0013,1199    | weitere Bilder                        |
| GL-023       | Odenthal                | Naturschutzgebiet Große Dhünntalsperre (Große und Kleine Dhünn)            | 0696,1737    | weitere Bilder                        |
| GL-027       | Odenthal                | Naturschutzgebiet Pfengstbach                                              | 0019,0397    | weitere Bilder                        |
| GL-028       | Odenthal                | Naturschutzgebiet Dhünnaue (Mittlere Dhünn)                                | 0049,5211    | weitere Bilder                        |
| GL-029       | Odenthal                | Naturschutzgebiet Scherfbachtal (Odenthal)                                 | 0106,8687    | weitere Bilder                        |
| GL-030       | Odenthal                | Naturschutzgebiet Käsbachtal                                               | 0010,2088    | weitere Bilder                        |
| GL-031       | Odenthal                | Naturschutzgebiet Bechsiefen und Hundberger Siefen (Mittlere Dhünn)        | 0037,3227    | weitere Bilder                        |
| GL-045       | Odenthal                | Naturschutzgebiet Dhünntal und Linnefetal mit Seitentälern                 | 0213,3130    | weitere Bilder                        |
| GL-058       | Odenthal                | Naturschutzgebiet Eifgenbachtal und Seitentäler                            | 0350,0267    | weitere Bilder                        |
| GL-080       | Odenthal                | Naturschutzgebiet Wälder, Hänge und Uferbereiche der Großen Dhünntalsperre | 0104,4130    | weitere Bilder                        |
| GL-006       | Overath                 | Naturschutzgebiet Naafbachtal                                              | 0165,2400    | Naafbachtal bei Klauserhof            |
| GL-007       | Overath                 | Naturschutzgebiet Schlingenbachtal                                         | 0047,9977    | Schlingenbachtal                      |
| GL-008       | Overath                 | Naturschutzgebiet Lehmichsbachtal                                          | 0015,5268    | Lehmigsbachtal                        |
| GL-038       | Overath                 | Naturschutzgebiet Königsforst (Rhein-Berg)                                 | 1569,4846    | NSG Königsforst                       |
| GL-072       | Overath                 | Naturschutzgebiet Holzbachaue                                              | 0006,8600    | Der Holzbach                          |
| GL-073       | Overath                 | Naturschutzgebiet Agger als Bestandteil des gleichnamigen FFH-Gebietes     | 0029,5000    | Agger in Overath                      |
| GL-074       | Overath                 | Naturschutzgebiet Lombachtal                                               | 0008,5100    | NSG Lombachtal                        |
| GL-075       | Overath                 | Naturschutzgebiet Katzbachtal                                              | 0009,5700    | NSG Katzbachtal                       |
| GL-076       | Overath                 | Naturschutzgebiet Kombachtal                                               | 0014,7600    | NSG Kombachtal                        |
| GL-001       | Rösrath                 | Naturschutzgebiet Wahner Heide (GL)                                        | 0657,1600    | weitere Bilder                        |
| GL-038       | Rösrath                 | Naturschutzgebiet Königsforst (Rhein-Berg)                                 | 1569,4846    | NSG Königsforst                       |
| GL-069       | Rösrath                 | Naturschutzgebiet Krumbach                                                 | 0006,3600    | NSG Krumbach                          |
| GL-070       | Rösrath                 | Naturschutzgebiet Kupfersiefer Bachtal                                     | 0065,8800    | NSG Kupfersiefer Bachtal              |
| GL-071       | Rösrath                 | Naturschutzgebiet Immetsiefen                                              | 0014,5400    | NSG Immetsiefen                       |
| GL-003       | Wermelskirchen          | Naturschutzgebiet Hilgener Ziegeleiloch                                    | 0013,1053    | weitere Bilder                        |
| GL-023       | Wermelskirchen          | Naturschutzgebiet Große Dhünntalsperre (Große und Kleine Dhünn)            | 0696,1737    | weitere Bilder                        |
| GL-041       | Wermelskirchen          | Naturschutzgebiet Orchideenwiese bei Heintjeshammer                        | 0004,3268    | weitere Bilder                        |
| GL-042       | Wermelskirchen          | Naturschutzgebiet Eschbachtal                                              | 0004,9899    | weitere Bilder                        |
| GL-043       | Wermelskirchen          | Naturschutzgebiet Töckelhausener Bachtal                                   | 0010,7561    | weitere Bilder                        |
| GL-044       | Wermelskirchen          | Naturschutzgebiet Sengbachtal                                              | 0027,1504    | weitere Bilder                        |
| GL-045       | Wermelskirchen          | Naturschutzgebiet Dhünntal und Linnefetal mit Seitentälern                 | 0213,3130    | weitere Bilder                        |
| GL-058       | Wermelskirchen          | Naturschutzgebiet Eifgenbachtal und Seitentäler                            | 0350,0267    | weitere Bilder                        |